# Bernard von Trevisan
Bernard von Trevisan, auch von Treviso, Bernardus Trevirensis war ein Autor alchemistischer Texte des 14. Jahrhunderts, insbesondere Responsio ad Thomam de Bolonia (Antwort an Thomas von Bononia, gemeint ist Bologna).
Thomas von Bologna war der Leibarzt von Karl V., der Text ist also vor 1380, dem Jahr in dem Karl V. starb. Bernard von Trevisan bestreitet in dem Text astrologische Verbindungen in der Alchemie (Verbindungen zu den Planeten, wie sie Thomas von Bologna vertrat) und führt neue alchemistische Symbole ein. Er lehnt die Schwefel-Quecksilber Theorie ab und meint, Gold könne allein aus Quecksilber hergestellt werden, das alle vier Elemente enthalte, auch die sonst mit Schwefel verbundenen Elemente Feuer und Luft. Die Lehre, dass der Stein der Weisen nur aus Quecksilber besteht, wird auch unter den später unter Bernhard von Trevisan erschienenen Schriften des 16. und 17. Jahrhunderts aufrechterhalten. Im Stein der Weisen kommen nach Trevisan männliche und weibliche Elemente, Sonne und Mond, Festes und Flüchtiges zusammen. Er vergleicht den Stein der Weisen bzw. Quecksilber auch mit einem Ei, das Weißes und Gelbes enthält und Leben (das Küken) erzeugt und mit der christlichen Trinität.
Er zeigt sich vertraut mit älterer und neuerer alchemistischer Literatur (Geber, Avicenna, Rhazes, Albertus Magnus, Arnaldus von Villanova, Raymond Llull, sowie Thomas von Aquin, Aristoteles, Galenos, Hippokrates).
Christine de Pisan (Tochter von Thomas von Bologna) bezeichnet ihn als Deutschen. Nach William R. Newman ist er möglicherweise von Kuno II. von Falkenstein beeinflusst. Das wiederum würde doch wieder auf eine Identifizierung mit Bernhardus Trevisanus deuten, den José Rodriguez Guerrero 2018 mit Eberhard I. von der Marck-Arenberg (1305–1387) identifizierte.
Es gibt auch eine Somme alchimique, datiert 1366, von der es aber auch eine provenzalische Fassung von 1309 gibt, so dass sie wahrscheinlich nicht von diesem Bernard von Trevisan stammt. Einige spätere Schriften (auch eine Autobiographie in De chymico miraculo 1583) sind untergeschoben und hier unter Bernhardus Trevisanus behandelt. Joachim Telle behandelt diese gemeinsam in seinem Artikel im Lexikon des Mittelalters unter Bern(h)ardus Trevisanus (siehe die Bemerkungen dazu in Bernhardus Trevisanus). Dieser Bernhardus Trevisanus wird nach einigen autobiographischen Angaben, die aber sehr wahrscheinlich fiktiv sind, gewöhnlich ins 15. Jahrhundert in Italien eingeordnet. Die Responsio wurde häufig auch diesem zugeschrieben, so in einer französischen Ausgabe 1626.

## Schriften
- Responsio ad Thomam de Bolonia, vor 1380
  - Lateinische Ausgaben in Morienus De re metallica, Paris 1564, J. Manget Bibliotheca Chemica Curiosa, Band 2, Genf 1702, Artis auriferae, Basel 1610, in Deutsch in Philip Morgenstern Turba philosophorum, Wien 1750, deutsch und Latein in J. Tanckius Opuscula chemica, Leipzig 1605